# Редниц
Редниц (нем. Rednitz) — река в Германии, протекает по Средней Франконии (земля Бавария). Речной индекс 242. На высоте 342 м над уровнем моря Редниц образуют сливающиеся реки Швебише-Рецат и Френкише-Рецат.
В описании своих характеристик Редниц иногда рассматривается совместно с Френкише-Рецат. Тогда площадь бассейна 32117,99, общая длина рек 123,68 км. Длина собственно Редница 46,43 км.
Редниц в месте слияния с Пегницем к северо-западу от города Фюрта недалеко от Нюрнберга образуют реку Регниц, для которой Редниц является левым притоком. Высота устья Редница 283 м.
На реке Редниц расположены города Рот, Бюхенбах, Редницхембах, Швабах, Штайн, Нюрнберг, Оберасбах и Цирндорф.